# Copa México Clausura 2014
La Copa MX Clausura 2014 fue la edición 44 de la Copa México. El campeón de este torneo, Tigres UANL, se enfrentó contra el campeón de la Copa MX Apertura 2013, Monarcas Morelia, en la Supercopa MX 2013-14; para definir el cupo de México 3 para la Copa Libertadores 2015.

## Sistema de competencia
La competencia de la Copa MX es organizada por la Liga Bancomer MX y Ascenso MX.

Participarán en la Copa MX C14 un total de 24 clubes: 11 clubes de la Liga Bancomer MX y 13 clubes de Ascenso MX.

Por lo que hace a los 11 clubes de la Liga Bancomer MX, se descontarán de la Tabla General de Acceso a los cuatro Clubes que competirán en la Concacaf Liga Campeones 2013-14 (Tijuana, América, Toluca y Cruz Azul); y los 3 clubes que participarán en la Copa Libertadores 2014 (Santos, León y Morelia).

En cuanto a los Clubes de Ascenso MX, participan los 13 clubes de esta División descontando al Ballenas Galeana y al Zacatepec, quienes ocuparon los últimos lugares en la Tabla General de Clasificación de la Temporada Apertura 2013.

### Fase de calificación
Se integra por 6 jornadas en las que los Clubes jugarán sólo con rivales de su grupo en series denominadas llaves. Los 24 clubes participantes se dividirán en 6 grupos de 4 clubes cada uno.

Los equipos de cada grupo jugarán 3 llaves que se calificarán de la siguiente forma:
- Por juego ganado se obtendrán tres puntos
- Por juego empatado se obtendrá un punto
- Por juego perdido cero puntos
- Por llave ganada un punto adicional

En caso de que exista empate en el número de puntos obtenidos por juego, se tomará como criterio de desempate el mayor número de goles anotados como visitante. En caso de que exista empate en el número puntos obtenidos y en goles anotados, o no se hayan anotado goles en los partidos, no habrá punto adicional en la llave.

Si al finalizar las 6 jornadas, dos o más Clubes estuviesen empatados en puntos, su posición en la Tabla General de Clasificación será determinada atendiendo a los siguientes criterios de desempate:
1. Mejor diferencia entre los goles anotados y recibidos
2. Mayor número de goles anotados
3. Marcadores particulares entre los Clubes empatados
4. Mayor número de goles anotados como visitante
5. Mejor ubicado en la Tabla General de Cociente
6. Tabla Fair Play
7. Sorteo

Para determinar los lugares que ocuparán los clubes que participen en la fase final de la Copa MX C14, se tomará como base la Tabla General de Clasificación al término del torneo.

### Fase final
Participarán por el título de Campeón de la Copa MX C14 el primer lugar de cada uno de los 6 grupos y, para completar a los 8 finalistas, los dos mejores segundos lugares de entre todos los grupos.

En esta fase los equipos se enfrentarán a un solo partido resultando vencedor el que anote mayor número de goles en el tiempo reglamentario de juego. En caso de empate en goles o que no se haya anotado ninguno, para decidir el encuentro se procederá a tirar series de penales.

Los estadios donde se llevarán a cabo los partidos de esta fase se definirán por la posición en la tabla general, siendo local el equipo que esté mejor posicionado sin importar la división a la que pertenezca.
La fase final se jugará de la siguiente forma:
- Cuartos de Final
  - 1 vs 8 → SF1
  - 2 vs 7 → SF2
  - 3 vs 6 → SF3
  - 4 vs 5 → SF4
- Semifinales
  - SF1 vs SF4 → F1
  - SF2 vs SF3 → F2
- Final
  - F1 vs F2

## Equipos por entidad federativa
Para este torneo habrá participación de 17 de las 32 entidades federativas que conforman la República Mexicana. La entidad federativa con más equipos profesionales en este torneo es el estado de Jalisco con cuatro equipos.
| Dorados Altamira Delfines Correcaminos Celaya Necaxa Veracruz Mérida Pachuca Cruz Azul Hidalgo Atlas Estudiantes Atlético San Luis Querétaro Puebla Lobos BUAP Monterrey Tigres Pumas Chiapas Atlante Guadalajara Oaxaca Leones Negros |

| Entidad federativa | N.º | Equipos                                         |
| ------------------ | --- | ----------------------------------------------- |
| Jalisco            | 4   | Guadalajara, Atlas, Estudiantes y Leones Negros |
| Nuevo León         | 2   | Monterrey y Tigres                              |
| Puebla             | 2   | Puebla y Lobos BUAP                             |
| Tamaulipas         | 2   | Correcaminos y Altamira                         |
| Hidalgo            | 2   | Pachuca y Cruz Azul Hidalgo                     |
| Distrito Federal   | 1   | Pumas                                           |
| Guanajuato         | 1   | Celaya                                          |
| Chiapas            | 1   | Chiapas                                         |
| Yucatán            | 1   | Mérida                                          |
| San Luis Potosí    | 1   | Atlético San Luis                               |
| Querétaro          | 1   | Querétaro                                       |
| Sinaloa            | 1   | Dorados                                         |
| Aguascalientes     | 1   | Necaxa                                          |
| Quintana Roo       | 1   | Atlante                                         |
| Veracruz           | 1   | Veracruz                                        |
| Oaxaca             | 1   | Oaxaca                                          |
| Campeche           | 1   | Delfines                                        |

## Información de los equipos
| Equipo              | Entrenador Actual      | Estadio                        | Ciudad                             | Patrocinador                   | Kit      |
| ------------------- | ---------------------- | ------------------------------ | ---------------------------------- | ------------------------------ | -------- |
| Altamira            | Sergio Orduña Carrillo | Altamira                       | Altamira, Tamaulipas               |                                | Lotto    |
| Atlante             | Pablo Marini           | Andrés Quintana Roo            | Cancún, Quintana Roo               | Cancún                         | Joma     |
| Atlas               | Tomás Boy              | Jalisco                        | Guadalajara, Jalisco               | Casas Javer                    | Nike     |
| Atlético San Luis   | Miguel Fuentes         | Alfonso Lastras                | San Luis Potosí, San Luis Potosí   | Boing                          | Kappa    |
| Celaya              | Marco de Almeida       | Miguel Alemán Valdés           | Celaya, Guanajuato                 | Bachoco                        | Keuka    |
| Chiapas             | Sergio Bueno           | Víctor Manuel Reyna            | Tuxtla Gutiérrez, Chiapas          | Soriana                        | Pirma    |
| Correcaminos        | Omar Arellano          | Marte R. Gómez                 | Cd. Victoria, Tamaulipas           | Libertad                       | Atlética |
| Cruz Azul Hidalgo   | Joaquín Moreno Garduño | 10 de diciembre                | Cd. Cooperativa Cruz Azul, Hidalgo | Cemento Cruz Azul              | Umbro    |
| Delfines del Carmen | José Marroquín         | Unidad Deportiva del Campus II | Cd. del Carmen, Campeche           | Banamex                        | Nike     |
| Dorados             | Diego Torres Ortiz     | Banorte                        | Culiacán, Sinaloa                  | Coppel, Tigo (mexicano), Fargo | Lotto    |
| Estudiantes Tecos   | Pako Ayestarán         | Tres de Marzo                  | Zapopan, Jalisco                   | Telcel                         | Pirma    |
| Guadalajara         | José Luis Real         | Omnilife                       | Guadalajara, Jalisco               | Bimbo                          | Adidas   |
| Leones Negros       | Alfonso Sosa           | Jalisco                        | Guadalajara, Jalisco               | Proulex                        | Lotto    |
| Lobos BUAP          | Héctor Medrano         | Olímpico de la BUAP            | Puebla, Puebla                     | Coca Cola                      | Keuka    |
| Mérida              | Ricardo Valiño         | Carlos Iturralde Rivero        | Mérida, Yucatán                    | ADO                            | Lotto    |
| Monterrey           | Carlos Barra           | Tecnológico                    | Monterrey, Nuevo León              | Bimbo                          | Nike     |
| Necaxa              | Armando González       | Victoria                       | Aguascalientes, Aguascalientes     | ETN                            | Pirma    |
| Oaxaca              | Ricardo Rayas          | Benito Juárez                  | Oaxaca, Oaxaca                     |                                | Lotto    |
| Pachuca             | Enrique Meza           | Hidalgo                        | Pachuca, Hidalgo                   | Cementos Fortaleza             | Nike     |
| Puebla              | Rubén Omar Romano      | Cuauhtémoc                     | Puebla, Puebla                     | www.pueblatravel.com           | Kappa    |
| Querétaro           | Ignacio Ambriz         | Corregidora                    | Querétaro, Querétaro               | Libertad                       | Pirma    |
| Tigres              | Ricardo Ferretti       | Universitario                  | Monterrey, Nuevo León              | Cemex                          | Adidas   |
| UNAM                | José Luis Trejo        | Olímpico Universitario         | México, D. F.                      | Banamex                        | Puma     |
| Veracruz            | José Luis Sánchez Sola | Luis "Pirata" Fuente           | Veracruz, Veracruz                 | Winpot Casino                  | Kappa    |

## Fase de grupos
Jugarán en seis grupos de cuatro equipos, en cada grupo habrá dos equipos de la Liga Bancomer MX y dos de la liga de Ascenso MX, excepto en el Grupo 6, en el cual habrá un equipo de la Liga Bancomer MX y tres de la liga Ascenso MX. Clasificarán a cuartos de final el primer lugar de cada grupo y los dos mejores segundos lugares.
- Los horarios son correspondientes al Tiempo del Centro de México (UTC-6 y UTC-5 en horario de verano).

|  | Equipo clasificado para la Fase final (Primer lugar de grupo).        |
|  | Equipo clasificado para la Fase final (Mejor segundo lugar de grupo). |
|  | Equipo eliminado de la competición.                                   |

### Grupo 1
Equipos de la Liga Bancomer MX: Monterrey y Pachuca.
Equipos del Ascenso MX: Altamira y Cruz Azul Hidalgo.
Transmisión: Univision TDN.
| Pos. | Equipo            | Pts. | PJ | G | E | P | LG | GF | GC | Dif. | Clasificación             |
| ---- | ----------------- | ---- | -- | - | - | - | -- | -- | -- | ---- | ------------------------- |
| 1    | Monterrey         | 14   | 6  | 4 | 0 | 2 | 2  | 12 | 6  | +6   | Acceso a cuartos de final |
| 2    | Pachuca           | 13   | 6  | 3 | 2 | 1 | 2  | 10 | 6  | +4   | Acceso a cuartos de final |
| 3    | Altamira          | 5    | 6  | 1 | 2 | 3 | 0  | 4  | 8  | −4   |                           |
| 4    | Cruz Azul Hidalgo | 5    | 6  | 0 | 4 | 2 | 1  | 3  | 9  | −6   |                           |

 Fuente: [cita requerida]
| Monterrey         | 1 - 0 | Altamira          | Tecnológico     | 14 de enero   | 21:00 | Univision TDN |
| Pachuca           | 1 - 1 | Cruz Azul Hidalgo | Hidalgo         | 15 de enero   | 19:00 | Univision TDN |
| Cruz Azul Hidalgo | 1 - 1 | Pachuca           | 10 de diciembre | 21 de enero   | 15:00 | Univision TDN |
| Altamira          | 1 - 3 | Monterrey         | Altamira        | 22 de enero   | 19:00 | Univision TDN |
| Cruz Azul Hidalgo | 0 - 2 | Monterrey         | 10 de diciembre | 4 de febrero  | 15:00 | Univision TDN |
| Pachuca           | 0 - 1 | Altamira          | Hidalgo         | 5 de febrero  | 19:00 | Univision TDN |
| Altamira          | 1 - 3 | Pachuca           | Altamira        | 19 de febrero | 19:00 | Univision TDN |
| Monterrey         | 4 - 0 | Cruz Azul Hidalgo | Tecnológico     | 19 de febrero | 21:00 | Univision TDN |
| Cruz Azul Hidalgo | 0 - 0 | Altamira          | 10 de diciembre | 25 de febrero | 15:00 | Univision TDN |
| Monterrey         | 2 - 3 | Pachuca           | Tecnológico     | 26 de febrero | 21:00 | Univision TDN |
| Altamira          | 1 - 1 | Cruz Azul Hidalgo | Altamira        | 11 de marzo   | 19:00 | Univision TDN |
| Pachuca           | 2 - 0 | Monterrey         | Hidalgo         | 11 de marzo   | 21:00 | Univision TDN |

### Grupo 2
Equipos de la Liga Bancomer MX: Tigres y Puebla.
Equipos del Ascenso MX: Correcaminos y Atlético San Luis.
Transmisión: Univision TDN.
| Pos. | Equipo               | Pts. | PJ | G | E | P | LG | GF | GC | Dif. | Clasificación             |
| ---- | -------------------- | ---- | -- | - | - | - | -- | -- | -- | ---- | ------------------------- |
| 1    | Tigres UANL          | 17   | 6  | 4 | 2 | 0 | 3  | 20 | 2  | +18  | Acceso a cuartos de final |
| 2    | Puebla               | 9    | 6  | 2 | 2 | 2 | 1  | 7  | 12 | −5   |                           |
| 3    | Correcaminos UAT     | 6    | 6  | 1 | 2 | 3 | 1  | 5  | 8  | −3   |                           |
| 4    | Atlético de San Luis | 6    | 6  | 1 | 2 | 3 | 1  | 2  | 12 | −10  |                           |

 Fuente: [cita requerida]
| Correcaminos      | 4 - 1 | Puebla            | Marte R. Gómez          | 14 de enero   | 19:00 | Univision TDN |
| Atlético San Luis | 0 - 1 | Tigres            | Alfonso Lastras Ramírez | 14 de enero   | 21:00 | Univision TDN |
| Puebla            | 1 - 0 | Correcaminos      | Cuauhtémoc              | 21 de enero   | 19:00 | Univision TDN |
| Tigres            | 6 - 1 | Atlético San Luis | Universitario           | 22 de enero   | 21:00 | Univision TDN |
| Tigres            | 4 - 0 | Correcaminos      | Universitario           | 4 de febrero  | 21:00 | Univision TDN |
| Atlético San Luis | 0 - 5 | Puebla            | Alfonso Lastras Ramírez | 6 de febrero  | 21:00 | Univision TDN |
| Puebla            | 0 - 0 | Atlético San Luis | Cuauhtémoc              | 18 de febrero | 19:00 | Univision TDN |
| Correcaminos      | 1 - 1 | Tigres            | Marte R. Gómez          | 19 de febrero | 21:0  | Univision TDN |
| Atlético San Luis | 0 - 0 | Correcaminos      | Alfonso Lastras Ramírez | 25 de febrero | 19:00 | Univision TDN |
| Tigres            | 8 - 0 | Puebla            | Universitario           | 27 de febrero | 21:00 | Univision TDN |
| Correcaminos      | 0 - 1 | Atlético San Luis | Marte R. Gómez          | 11 de marzo   | 21:00 | Univision TDN |
| Puebla            | 0 - 0 | Tigres            | Cuauhtémoc              | 13 de marzo   | 19:00 | Univision TDN |

### Grupo 3
Equipos de la Liga Bancomer MX: Veracruz y Chiapas.
Equipos del Ascenso MX: Oaxaca y Lobos BUAP.
Transmisión: TVC Deportes.
| Pos. | Equipo     | Pts. | PJ | G | E | P | LG | GF | GC | Dif. | Clasificación             |
| ---- | ---------- | ---- | -- | - | - | - | -- | -- | -- | ---- | ------------------------- |
| 1    | Oaxaca     | 16   | 6  | 4 | 1 | 1 | 3  | 10 | 3  | +7   | Acceso a cuartos de final |
| 2    | Veracruz   | 13   | 6  | 3 | 2 | 1 | 2  | 9  | 2  | +7   | Acceso a cuartos de final |
| 3    | Lobos BUAP | 7    | 6  | 2 | 1 | 3 | 0  | 3  | 11 | −8   |                           |
| 4    | Chiapas    | 4    | 6  | 1 | 0 | 5 | 1  | 6  | 12 | −6   |                           |

 Fuente: [cita requerida]
| Lobos BUAP | 0 - 4 | Veracruz   | Olímpico de la BUAP  | 14 de enero   | 19:00 | TVC Deportes |
| Chiapas    | 2 - 4 | Oaxaca     | Víctor Manuel Reyna  | 15 de enero   | 19:00 | TVC Deportes |
| Veracruz   | 0 - 0 | Lobos BUAP | Luis "Pirata" Fuente | 21 de enero   | 19:00 | TVC Deportes |
| Oaxaca     | 1 - 0 | Chiapas    | Benito Juárez        | 22 de enero   | 19:00 | TVC Deportes |
| Lobos BUAP | 1 - 3 | Chiapas    | Olímpico de la BUAP  | 4 de febrero  | 19:00 | TVC Deportes |
| Veracruz   | 0 - 0 | Oaxaca     | Luis "Pirata" Fuente | 4 de febrero  | 21:00 | TVC Deportes |
| Chiapas    | 0 - 1 | Lobos BUAP | Víctor Manuel Reyna  | 18 de febrero | 19:00 | TVC Deportes |
| Oaxaca     | 1 - 0 | Veracruz   | Benito Juárez        | 19 de febrero | 19:00 | TVC Deportes |
| Lobos BUAP | 1 - 0 | Oaxaca     | Olímpico de la BUAP  | 25 de febrero | 19:00 | TVC Deportes |
| Veracruz   | 3 - 0 | Chiapas    | Luis "Pirata" Fuente | 26 de febrero | 21:00 | TVC Deportes |
| Oaxaca     | 4 - 0 | Lobos BUAP | Benito Juárez        | 11 de marzo   | 19:00 | TVC Deportes |
| Chiapas    | 1 - 2 | Veracruz   | Víctor Manuel Reyna  | 12 de marzo   | 19:00 | TVC Deportes |

### Grupo 4
Equipos de la Liga Bancomer MX: Atlante y UNAM.
Equipos del Ascenso MX: Mérida y Delfines.
Transmisión: TVC Deportes.
| Pos. | Equipo   | Pts. | PJ | G | E | P | LG | GF | GC | Dif. | Clasificación             |
| ---- | -------- | ---- | -- | - | - | - | -- | -- | -- | ---- | ------------------------- |
| 1    | Atlante  | 11   | 6  | 2 | 3 | 1 | 2  | 8  | 6  | +2   | Acceso a cuartos de final |
| 2    | UNAM     | 10   | 6  | 2 | 2 | 2 | 2  | 10 | 7  | +3   |                           |
| 3    | Mérida   | 10   | 6  | 3 | 0 | 3 | 1  | 7  | 7  | 0    |                           |
| 4    | Delfines | 7    | 6  | 2 | 1 | 3 | 0  | 8  | 13 | −5   |                           |

 Fuente: [cita requerida]
| Mérida   | 1 - 0                                                                                                   | Atlante  | Carlos Iturralde Rivero      | 15 de enero   | 19:00 | TVC Deportes |
| Delfines | 3 - 2 (enlace roto disponible en Internet Archive; véase el historial, la primera versión y la última). | UNAM     | Unidad Deportiva Campus II   | 16 de enero   | 21:00 | TVC Deportes |
| UNAM     | 3 - 0                                                                                                   | Delfines | Olímpico Universitario       | 21 de enero   | 21:00 | TVC Deportes |
| Atlante  | 2 - 0                                                                                                   | Mérida   | Olímpico Andrés Quintana Roo | 22 de enero   | 21:00 | TVC Deportes |
| Delfines | 1 - 1                                                                                                   | Atlante  | Unidad Deportiva Campus II   | 4 de febrero  | 19:00 | TVC Deportes |
| Mérida   | 1 - 0                                                                                                   | UNAM     | Carlos Iturralde Rivero      | 5 de febrero  | 21:00 | TVC Deportes |
| Atlante  | 3 - 2                                                                                                   | Delfines | Olímpico Andrés Quintana Roo | 18 de febrero | 19:00 | TVC Deportes |
| UNAM     | 3 - 1                                                                                                   | Mérida   | Olímpico Universitario       | 18 de febrero | 21:00 | TVC Deportes |
| Delfines | 0 - 4                                                                                                   | Mérida   | Unidad Deportiva Campus II   | 25 de febrero | 19:00 | TVC Deportes |
| Atlante  | 1 - 1                                                                                                   | UNAM     | Olímpico Andrés Quintana Roo | 25 de febrero | 21:00 | TVC Deportes |
| Mérida   | 0 - 2                                                                                                   | Delfines | Carlos Iturralde Rivero      | 11 de marzo   | 19:00 | TVC Deportes |
| UNAM     | 1 - 1                                                                                                   | Atlante  | Olímpico Universitario       | 13 de marzo   | 21:00 | TVC Deportes |

### Grupo 5
Equipos de la Liga Bancomer MX: Atlas y Querétaro.
Equipos del Ascenso MX: Necaxa y Celaya.
Transmisión: ESPN 2.
| Pos. | Equipo    | Pts. | PJ | G | E | P | LG | GF | GC | Dif. | Clasificación             |
| ---- | --------- | ---- | -- | - | - | - | -- | -- | -- | ---- | ------------------------- |
| 1    | Querétaro | 13   | 6  | 3 | 1 | 2 | 3  | 10 | 7  | +3   | Acceso a cuartos de final |
| 2    | Celaya    | 13   | 6  | 3 | 2 | 1 | 2  | 10 | 7  | +3   |                           |
| 3    | Necaxa    | 7    | 6  | 1 | 3 | 2 | 1  | 6  | 10 | −4   |                           |
| 4    | Atlas     | 5    | 6  | 1 | 2 | 3 | 0  | 6  | 8  | −2   |                           |

 Fuente: [cita requerida]
Notas:
1. ↑  El Querétaro fue líder de grupo, ya que en enfrentamiento directo con Celaya, ganó 3 a 2 en el global.

| Atlas     | 1 - 1 | Necaxa    | Jalisco              | 14 de enero   | 21:00 | ESPN 2 |
| Celaya    | 1 - 3 | Querétaro | Miguel Alemán Valdés | 15 de enero   | 21:00 | ESPN 2 |
| Querétaro | 0 - 1 | Celaya    | Corregidora          | 21 de enero   | 21:00 | ESPN 2 |
| Necaxa    | 1 - 0 | Atlas     | Victoria             | 22 de enero   | 21:00 | ESPN 2 |
| Necaxa    | 2 - 2 | Querétaro | Victoria             | 4 de febrero  | 19:00 | ESPN 2 |
| Celaya    | 2 - 2 | Atlas     | Miguel Alemán Valdés | 4 de febrero  | 21:00 | ESPN 2 |
| Querétaro | 2 - 0 | Necaxa    | Corregidora          | 18 de febrero | 19:00 | ESPN 2 |
| Atlas     | 0 - 1 | Celaya    | Jalisco              | 18 de febrero | 21:00 | ESPN 2 |
| Atlas     | 3 - 2 | Querétaro | Jalisco              | 25 de febrero | 21:00 | ESPN 2 |
| Celaya    | 4 - 1 | Necaxa    | Miguel Alemán Valdés | 26 de febrero | 19:00 | ESPN 2 |
| Querétaro | 1 - 0 | Atlas     | Corregidora          | 11 de marzo   | 21:00 | ESPN 2 |
| Necaxa    | 1 - 1 | Celaya    | Victoria             | 12 de marzo   | 19:00 | ESPN 2 |

### Grupo 6
Equipos de la Liga Bancomer MX: Guadalajara.
Equipos del Ascenso MX: Dorados, Leones Negros y Estudiantes.
Transmisión: SKY e ESPN 2.
| Pos. | Equipo        | Pts. | PJ | G | E | P | LG | GF | GC | Dif. | Clasificación             |
| ---- | ------------- | ---- | -- | - | - | - | -- | -- | -- | ---- | ------------------------- |
| 1    | Dorados       | 14   | 6  | 4 | 0 | 2 | 2  | 9  | 6  | +3   | Acceso a cuartos de final |
| 2    | Guadalajara   | 9    | 6  | 2 | 2 | 2 | 1  | 6  | 6  | 0    |                           |
| 3    | Estudiantes   | 9    | 6  | 2 | 1 | 3 | 2  | 8  | 10 | −2   |                           |
| 4    | Leones Negros | 8    | 6  | 2 | 1 | 3 | 1  | 5  | 6  | −1   |                           |

 Fuente: [cita requerida]
| Estudiantes   | 1 - 3 | Dorados       | Tres de Marzo | 14 de enero   | 19:00             | ESPN 2 |
| Guadalajara   | 1 - 1 | Leones Negros | Omnilife      | 15 de enero   | 21:00             | SKY    |
| Dorados       | 3 - 1 | Estudiantes   | Banorte       | 21 de enero   | 18:00 HL 19:00 HC | SKY    |
| Leones Negros | 0 - 1 | Guadalajara   | Jalisco       | 21 de enero   | 21:00             | SKY    |
| Guadalajara   | 1 - 2 | Estudiantes   | Omnilife      | 4 de febrero  | 19:00             | SKY    |
| Leones Negros | 2 - 0 | Dorados       | Jalisco       | 4 de febrero  | 21:00             | SKY    |
| Dorados       | 1 - 0 | Leones Negros | Banorte       | 18 de febrero | 20:00 HL 21:00 HC | SKY    |
| Estudiantes   | 1 - 1 | Guadalajara   | Tres de Marzo | 20 de febrero | 21:00             | ESPN 2 |
| Guadalajara   | 1 - 2 | Dorados       | Omnilife      | 26 de febrero | 19:00             | SKY    |
| Leones Negros | 0 - 3 | Estudiantes   | Jalisco       | 26 de febrero | 21:00             | SKY    |
| Estudiantes   | 0 - 2 | Leones Negros | Tres de Marzo | 11 de marzo   | 21:00             | ESPN 2 |
| Dorados       | 0 - 1 | Guadalajara   | Banorte       | 12 de marzo   | 20:00 HL 21:00 HC | SKY    |

### Mejores segundos
| Pos. | Equipo      | Pts. | PJ | G | E | P | LG | GF | GC | Dif. | Clasificación             |
| ---- | ----------- | ---- | -- | - | - | - | -- | -- | -- | ---- | ------------------------- |
| 1    | Veracruz    | 13   | 6  | 3 | 2 | 1 | 2  | 9  | 2  | +7   | Acceso a cuartos de final |
| 2    | Pachuca     | 13   | 6  | 3 | 2 | 1 | 2  | 10 | 6  | +4   | Acceso a cuartos de final |
| 3    | Celaya      | 13   | 6  | 3 | 2 | 1 | 2  | 10 | 7  | +3   |                           |
| 4    | Mérida      | 10   | 6  | 3 | 0 | 3 | 1  | 7  | 7  | 0    |                           |
| 5    | Guadalajara | 9    | 6  | 2 | 2 | 2 | 1  | 6  | 6  | 0    |                           |
| 6    | Puebla      | 9    | 6  | 2 | 2 | 2 | 1  | 7  | 12 | −5   |                           |

 Fuente: [cita requerida]

## Tabla de clasificados
| Pos. | Equipo      | Pts. | PJ | G | E | P | LG | GF | GC | Dif. |
| ---- | ----------- | ---- | -- | - | - | - | -- | -- | -- | ---- |
| 1    | Tigres UANL | 17   | 6  | 4 | 2 | 0 | 3  | 20 | 2  | +18  |
| 2    | Oaxaca      | 16   | 6  | 4 | 1 | 1 | 3  | 10 | 3  | +7   |
| 3    | Monterrey   | 14   | 6  | 4 | 0 | 2 | 2  | 12 | 6  | +6   |
| 4    | Dorados     | 14   | 6  | 4 | 0 | 2 | 2  | 9  | 6  | +3   |
| 5    | Veracruz    | 13   | 6  | 3 | 2 | 1 | 2  | 9  | 2  | +7   |
| 6    | Pachuca     | 13   | 6  | 3 | 2 | 1 | 2  | 10 | 6  | +4   |
| 7    | Querétaro   | 13   | 6  | 3 | 1 | 2 | 3  | 10 | 7  | +3   |
| 8    | Atlante     | 11   | 6  | 2 | 3 | 1 | 2  | 8  | 5  | +3   |

 Fuente: [cita requerida]

## Estadísticas

### Máximos goleadores
Lista con los máximos goleadores de la Copa MX, * Datos según la página oficial de la competición. También se incluyen los goles de Fase Final
| Pos. | Jugador           | Equipo        | Goles | Goles Penal | Frecuencia |
| ---- | ----------------- | ------------- | ----- | ----------- | ---------- |
| 1.°  | Alan Pulido       | Tigres        | 9     | 1           | 32.60      |
| 2.º  | Emanuel Herrera   | Tigres        | 6     | 1           | 66.60      |
| 3.º  | Eial Strahman     | Mérida        | 5     | 1           | 62.20      |
| 4.°  | Michel Vázquez    | Delfines      | 4     | 2           | 117.50     |
| 5.°  | Eduardo Rodríguez | Atlante       | 3     | 0           | 69.00      |
| 5.°  | Wilson Morelo     | Monterrey     | 3     | 0           | 103.67     |
| 5.°  | Javier López      | Guadalajara   | 3     | 0           | 140.67     |
| 5.°  | Gabriel Rodríguez | Leones Negros | 3     | 0           | 141.00     |
| 5.°  | Jesús Isijara     | Necaxa        | 3     | 1           | 68.33      |
| 5.°  | Jahir Barraza     | Atlas         | 3     | 1           | 99.00      |

- Actualizado el 17 de marzo de 2014

### Clasificación Juego Limpio
| Lugar                                | Club                                 | Tarjeta amarilla | Segunda tarjeta amarilla y expulsión · Segunda tarjeta amarilla y expulsión | Tarjeta roja directa | Puntos   |
| ------------------------------------ | ------------------------------------ | ---------------- | --------------------------------------------------------------------------- | -------------------- | -------- |
| 1                                    | Tigres                               | 4                | 0                                                                           | 0                    | 4        |
| 2                                    | Cruz Azul Hidalgo                    | 8                | 0                                                                           | 0                    | 8        |
| 3                                    | Puebla                               | 9                | 0                                                                           | 0                    | 9        |
| 4                                    | Querétaro                            | 11               | 0                                                                           | 0                    | 11       |
| 5                                    | Guadalajara                          | 9                | 1                                                                           | 0                    | 12       |
| 6                                    | Atlante                              | 10               | 0                                                                           | 1                    | 13       |
| 7                                    | Monterrey                            | 10               | 1                                                                           | 0                    | 13       |
| 8                                    | Altamira                             | 13               | 0                                                                           | 0                    | 13       |
| 9                                    | Pachuca                              | 11               | 1                                                                           | 0                    | 14       |
| 10                                   | UNAM                                 | 14               | 0                                                                           | 0                    | 14       |
| 11                                   | Veracruz                             | 11               | 0                                                                           | 1                    | 14       |
| 12                                   | Atlas                                | 15               | 0                                                                           | 0                    | 15       |
| 13                                   | Mérida                               | 6                | 2                                                                           | 1                    | 15       |
| 14                                   | Correcaminos                         | 13               | 1                                                                           | 0                    | 16       |
| 15                                   | Lobos BUAP                           | 13               | 1                                                                           | 0                    | 16       |
| 16                                   | Delfines                             | 17               | 0                                                                           | 0                    | 17       |
| 17                                   | Dorados                              | 17               | 0                                                                           | 0                    | 17       |
| 18                                   | Celaya                               | 12               | 1                                                                           | 1                    | 18       |
| 19                                   | Oaxaca                               | 12               | 1                                                                           | 1                    | 18       |
| 20                                   | Chiapas                              | 13               | 0                                                                           | 2                    | 19       |
| 21                                   | Atlético San Luis                    | 16               | 0                                                                           | 1                    | 19       |
| 22                                   | Necaxa                               | 18               | 1                                                                           | 0                    | 21       |
| 23                                   | Leones Negros                        | 9                | 2                                                                           | 2                    | 21       |
| 24                                   | Estudiantes                          | 16               | 1                                                                           | 1                    | 22       |
| Primera Tarjeta Amarilla             | Primera Tarjeta Amarilla             | 1 punto          | 1 punto                                                                     | 1 punto              | 1 punto  |
| Segunda Tarjeta Amarilla y Expulsión | Segunda Tarjeta Amarilla y Expulsión | 3 puntos         | 3 puntos                                                                    | 3 puntos             | 3 puntos |
| Tarjeta Roja Directa                 | Tarjeta Roja Directa                 | 3 puntos         | 3 puntos                                                                    | 3 puntos             | 3 puntos |

## Fase final
|  | Cuartos de final         | Cuartos de final         | Cuartos de final         |          |   | Semifinales         | Semifinales         | Semifinales         |  |   | Final              | Final              | Final              |  |
|  | 18 y 19 de marzo de 2014 | 18 y 19 de marzo de 2014 | 18 y 19 de marzo de 2014 |          |   | 25 de marzo de 2014 | 25 de marzo de 2014 | 25 de marzo de 2014 |  |   | 9 de abril de 2014 | 9 de abril de 2014 | 9 de abril de 2014 |  |
|  |                          |                          |                          |          |   |                     |                     |                     |  |   |                    |                    |                    |  |
|  |                          |                          |                          |          |   |                     |                     |                     |  |   |                    |                    |                    |  |
|  | 1                        | Tigres UANL              | 6                        |          |   |                     |                     |                     |  |   |                    |                    |                    |  |
|  | 1                        | Tigres UANL              | 6                        |          |   |                     |                     |                     |  |   |                    |                    |                    |  |
|  | 8                        | Atlante                  | 0                        |          |   |                     |                     |                     |  |   |                    |                    |                    |  |
|  | 8                        | Atlante                  | 0                        |          | 1 | Tigres UANL         | 3                   |                     |  |   |                    |                    |                    |  |
|  |                          |                          |                          |          | 1 | Tigres UANL         | 3                   |                     |  |   |                    |                    |                    |  |
|  |                          |                          | 5                        | Veracruz | 0 |                     |                     |                     |  |   |                    |                    |                    |  |
|  | 4                        | Dorados                  | 5                        | Veracruz | 0 | 1 (3)               |                     |                     |  |   |                    |                    |                    |  |
|  | 4                        | Dorados                  |                          |          |   |                     |                     |                     |  |   |                    |                    |                    |  |
|  | 5                        | Veracruz (p.)            | 1 (5)                    |          |   |                     |                     |                     |  |   |                    |                    |                    |  |
|  | 5                        | Veracruz (p.)            | 1 (5)                    |          |   |                     |                     |                     |  | 1 | Tigres UANL        | 3                  |                    |  |
|  |                          |                          |                          |          |   |                     |                     |                     |  | 1 | Tigres UANL        | 3                  |                    |  |
|  |                          |                          | 2                        | Oaxaca   | 0 |                     |                     |                     |  |   |                    |                    |                    |  |
|  | 2                        | Oaxaca                   | 2                        | Oaxaca   | 0 | 2                   |                     |                     |  |   |                    |                    |                    |  |
|  | 2                        | Oaxaca                   |                          |          |   |                     |                     |                     |  |   |                    |                    |                    |  |
|  | 7                        | Querétaro                | 1                        |          |   |                     |                     |                     |  |   |                    |                    |                    |  |
|  | 7                        | Querétaro                | 1                        |          | 2 | Oaxaca              | 3                   |                     |  |   |                    |                    |                    |  |
|  |                          |                          |                          |          | 2 | Oaxaca              | 3                   |                     |  |   |                    |                    |                    |  |
|  |                          |                          | 6                        | Pachuca  | 2 |                     |                     |                     |  |   |                    |                    |                    |  |
|  | 3                        | Monterrey                | 6                        | Pachuca  | 2 | 1 (3)               |                     |                     |  |   |                    |                    |                    |  |
|  | 3                        | Monterrey                |                          |          |   |                     |                     |                     |  |   |                    |                    |                    |  |
|  | 6                        | Pachuca (p.)             | 1 (5)                    |          |   |                     |                     |                     |  |   |                    |                    |                    |  |
|  | 6                        | Pachuca (p.)             | 1 (5)                    |          |   |                     |                     |                     |  |   |                    |                    |                    |  |
|  |                          |                          |                          |          |   |                     |                     |                     |  |   |                    |                    |                    |  |

## Cuartos de final

### Tigres-Atlante
| 19 de marzo de 2014, 21:15   | Tigres                                                                                | 6:0     | Atlante | Estadio Universitario, San Nicolás de los Garza, Nuevo León |  |
|                              | Alan Pulido 7' 17' 37' José Francisco Torres 25' Hernán Darío Burbano 76' Juninho 80' | Reporte |         |                                                             |  |
| Tigres avanza a semifinales. |                                                                                       |         |         |                                                             |  |

### Oaxaca-Querétaro
| 19 de marzo de 2014, 19:00   | Oaxaca                                | 2:1     | Querétaro            | Estadio Benito Juárez, Oaxaca, Oaxaca |  |
|                              | Raymundo Torres 58' Danny Santoya 68' | Reporte | Ricardo Da Silva 78' |                                       |  |
| Oaxaca avanza a semifinales. |                                       |         |                      |                                       |  |

### Monterrey-Pachuca
| 18 de marzo de 2014, 20:00    | Monterrey                                                      | 1:1                        | Pachuca                                                                   | Estadio Tecnológico, Monterrey, Nuevo León |  |
|                               | Neri Cardozo 20'                                               | Reporte                    | Hirving Lozano 75'                                                        |                                            |  |
|                               |                                                                | Tiros desde el punto penal |                                                                           |                                            |  |
|                               | Víctor Ramos · Cándido Ramírez · Wilson Morelo · Efraín Juárez |                            | Enner Valencia · John Pajoy · Walter Ayoví · Hugo Rodríguez · Marco Pérez |                                            |  |
| Pachuca avanza a semifinales. |                                                                |                            |                                                                           |                                            |  |

### Dorados-Veracruz
| 18 de marzo de 2014, 22:15     | Dorados                                              | 1:1 (3:5 p.)               | Veracruz                                                                        | Estadio Banorte, Culiacán, Sinaloa |  |
|                                | Emmanuel Cerda 32'                                   | Reporte                    | Cristian Borja 37'                                                              |                                    |  |
|                                |                                                      | Tiros desde el punto penal |                                                                                 |                                    |  |
|                                | Bruno Piceno · Aldo Polo · Luis Trujillo · Juan Meza |                            | Alfredo Moreno · Víctor Mañón · Leiton Jiménez · Adrián Cortés · Cristian Borja |                                    |  |
| Veracruz avanza a semifinales. |                                                      |                            |                                                                                 |                                    |  |

## Semifinales

### Tigres-Veracruz
| 25 de marzo de 2014, 21:15 | Tigres                                                              | 3:0     | Veracruz | Estadio Universitario, San Nicolás de los Garza, Nuevo León |  |
|                            | Luis Martínez 3' (a.g) Hernán Darío Burbano 12' Emanuel Herrera 61' | Reporte |          |                                                             |  |
| Tigres avanza a la final.  |                                                                     |         |          |                                                             |  |

### Oaxaca-Pachuca
| 25 de marzo de 2014, 19:00 | Oaxaca                                                 | 3:2     | Pachuca             | Estadio Benito Juárez, Oaxaca, Oaxaca |  |
|                            | Jesús Moreno 24' Raymundo Torres 35' Danny Santoya 90' | Reporte | Edgar Andrade 1' 5' |                                       |  |
| Oaxaca avanza a la final.  |                                                        |         |                     |                                       |  |

## Final

### Tigres-Oaxaca
| 9 de abril de 2014, 21:00                   | Tigres                                      | 3:0     | Oaxaca | Estadio Universitario, San Nicolás de los Garza, Nuevo León   |                                                               |
|                                             | Juninho 36' Alan Pulido 66' Lucas Lobos 82' | Reporte |        | Asistencia: 41,557 espectadores Árbitro(s): Jorge Isaac Rojas | Asistencia: 41,557 espectadores Árbitro(s): Jorge Isaac Rojas |
| Tigres campeón de la Copa MX Clausura 2014. |                                             |         |        |                                                               |                                                               |

### Final
| 20    | POR   | Sergio García         |     |
| 3     | DEF   | Juninho               |     |
| 4     | DEF   | Hugo Ayala            |     |
| 6     | DEF   | Jorge Torres Nilo     |     |
| 30    | DEF   | Carlos Salcido        |     |
| 18    | MED   | José Francisco Torres |     |
| 29    | MED   | Jesús Dueñas          |     |
| 10    | MED   | Danilinho             | 87' |
| 11    | MED   | Damián Álvarez        | 84' |
| 17    | DEL   | Alan Pulido           |     |
| 9     | DEL   | Emanuel Herrera       | 57' |
| D. T. | D. T. | Ricardo Ferretti      |     |

| 1     | POR   | Sergio Arias             |     |
| 4     | DEF   | Arturo Javier Ledesma    |     |
| 5     | DEF   | Braulio Godínez          |     |
| 28    | DEF   | Orlando Pineda           |     |
| 15    | DEF   | Diego Emilio Martínez    | 64' |
| 6     | MED   | Fernando Madrigal        |     |
| 21    | MED   | Martín de Jesús Castillo |     |
| 24    | MED   | Mario Padilla            |     |
| 7     | MED   | Raymundo Torres          | 78' |
| 10    | DEL   | Danny Santoya            |     |
| 11    | DEL   | Jesús Alberto Moreno     |     |
| D. T. | D. T. | Ricardo Rayas            |     |

| 16 | Centrocampista | Lucas Lobos        | 57' |
| 23 | Centrocampista | Édgar Gerardo Lugo | 84' |
| 22 | Delantero      | Edgar Pacheco      | 87' |

| 14 | Delantero      | Diego Calderón     | 64' |
| 77 | Centrocampista | Santiago San Román | 78' |

| 36' · 66' · 82' | Juninho Alan Pulido Lucas Lobos | 1:0 2:0 3:0 |

| 30' · 34' · 46' | Danny Santoya Braulio Godínez Martín de Jesús Castillo |

| Expulsado · Otorgado · Expulsado | Sin expulsiones |

| Expulsado · Otorgado · Expulsado | Sin expulsiones |

| Principal  | Jorge Isaac Rojas         |
| Asistentes | Carlos González Cervantes |
|            | Christian Kiabek Espinoza |
| Cuarto     | Roberto Rios Jácome       |

|                    |     |     |
| Tiros              | -   | -   |
| Tiros a puerta     | 5   | 3   |
| Faltas             | -   | -   |
| Saques de esquina  | 1   | 2   |
| Penaltis           | 1   | 0   |
| Fueras de juego    | 0   | 2   |
| Posesión del balón | 51% | 49% |

| Alineación inicial |

| 20    | POR   | Sergio García         |     |
| 3     | DEF   | Juninho               |     |
| 4     | DEF   | Hugo Ayala            |     |
| 6     | DEF   | Jorge Torres Nilo     |     |
| 30    | DEF   | Carlos Salcido        |     |
| 18    | MED   | José Francisco Torres |     |
| 29    | MED   | Jesús Dueñas          |     |
| 10    | MED   | Danilinho             | 87' |
| 11    | MED   | Damián Álvarez        | 84' |
| 17    | DEL   | Alan Pulido           |     |
| 9     | DEL   | Emanuel Herrera       | 57' |
| D. T. | D. T. | Ricardo Ferretti      |     |

| 1     | POR   | Sergio Arias             |     |
| 4     | DEF   | Arturo Javier Ledesma    |     |
| 5     | DEF   | Braulio Godínez          |     |
| 28    | DEF   | Orlando Pineda           |     |
| 15    | DEF   | Diego Emilio Martínez    | 64' |
| 6     | MED   | Fernando Madrigal        |     |
| 21    | MED   | Martín de Jesús Castillo |     |
| 24    | MED   | Mario Padilla            |     |
| 7     | MED   | Raymundo Torres          | 78' |
| 10    | DEL   | Danny Santoya            |     |
| 11    | DEL   | Jesús Alberto Moreno     |     |
| D. T. | D. T. | Ricardo Rayas            |     |

| 16 | Centrocampista | Lucas Lobos        | 57' |
| 23 | Centrocampista | Édgar Gerardo Lugo | 84' |
| 22 | Delantero      | Edgar Pacheco      | 87' |

| 14 | Delantero      | Diego Calderón     | 64' |
| 77 | Centrocampista | Santiago San Román | 78' |

| 36' · 66' · 82' | Juninho Alan Pulido Lucas Lobos | 1:0 2:0 3:0 |

| 30' · 34' · 46' | Danny Santoya Braulio Godínez Martín de Jesús Castillo |

| Expulsado · Otorgado · Expulsado | Sin expulsiones |

| Expulsado · Otorgado · Expulsado | Sin expulsiones |

| Principal  | Jorge Isaac Rojas         |
| Asistentes | Carlos González Cervantes |
|            | Christian Kiabek Espinoza |
| Cuarto     | Roberto Rios Jácome       |

|                    |     |     |
| Tiros              | -   | -   |
| Tiros a puerta     | 5   | 3   |
| Faltas             | -   | -   |
| Saques de esquina  | 1   | 2   |
| Penaltis           | 1   | 0   |
| Fueras de juego    | 0   | 2   |
| Posesión del balón | 51% | 49% |

| Alineación inicial |

| 20    | POR   | Sergio García         |     |
| 3     | DEF   | Juninho               |     |
| 4     | DEF   | Hugo Ayala            |     |
| 6     | DEF   | Jorge Torres Nilo     |     |
| 30    | DEF   | Carlos Salcido        |     |
| 18    | MED   | José Francisco Torres |     |
| 29    | MED   | Jesús Dueñas          |     |
| 10    | MED   | Danilinho             | 87' |
| 11    | MED   | Damián Álvarez        | 84' |
| 17    | DEL   | Alan Pulido           |     |
| 9     | DEL   | Emanuel Herrera       | 57' |
| D. T. | D. T. | Ricardo Ferretti      |     |

| 1     | POR   | Sergio Arias             |     |
| 4     | DEF   | Arturo Javier Ledesma    |     |
| 5     | DEF   | Braulio Godínez          |     |
| 28    | DEF   | Orlando Pineda           |     |
| 15    | DEF   | Diego Emilio Martínez    | 64' |
| 6     | MED   | Fernando Madrigal        |     |
| 21    | MED   | Martín de Jesús Castillo |     |
| 24    | MED   | Mario Padilla            |     |
| 7     | MED   | Raymundo Torres          | 78' |
| 10    | DEL   | Danny Santoya            |     |
| 11    | DEL   | Jesús Alberto Moreno     |     |
| D. T. | D. T. | Ricardo Rayas            |     |

| 16 | Centrocampista | Lucas Lobos        | 57' |
| 23 | Centrocampista | Édgar Gerardo Lugo | 84' |
| 22 | Delantero      | Edgar Pacheco      | 87' |

| 14 | Delantero      | Diego Calderón     | 64' |
| 77 | Centrocampista | Santiago San Román | 78' |

| 36' · 66' · 82' | Juninho Alan Pulido Lucas Lobos | 1:0 2:0 3:0 |

| 30' · 34' · 46' | Danny Santoya Braulio Godínez Martín de Jesús Castillo |

| Expulsado · Otorgado · Expulsado | Sin expulsiones |

| Expulsado · Otorgado · Expulsado | Sin expulsiones |

| Principal  | Jorge Isaac Rojas         |
| Asistentes | Carlos González Cervantes |
|            | Christian Kiabek Espinoza |
| Cuarto     | Roberto Rios Jácome       |

|                    |     |     |
| Tiros              | -   | -   |
| Tiros a puerta     | 5   | 3   |
| Faltas             | -   | -   |
| Saques de esquina  | 1   | 2   |
| Penaltis           | 1   | 0   |
| Fueras de juego    | 0   | 2   |
| Posesión del balón | 51% | 49% |

| Alineación inicial |

| 20    | POR   | Sergio García         |     |
| 3     | DEF   | Juninho               |     |
| 4     | DEF   | Hugo Ayala            |     |
| 6     | DEF   | Jorge Torres Nilo     |     |
| 30    | DEF   | Carlos Salcido        |     |
| 18    | MED   | José Francisco Torres |     |
| 29    | MED   | Jesús Dueñas          |     |
| 10    | MED   | Danilinho             | 87' |
| 11    | MED   | Damián Álvarez        | 84' |
| 17    | DEL   | Alan Pulido           |     |
| 9     | DEL   | Emanuel Herrera       | 57' |
| D. T. | D. T. | Ricardo Ferretti      |     |

| 1     | POR   | Sergio Arias             |     |
| 4     | DEF   | Arturo Javier Ledesma    |     |
| 5     | DEF   | Braulio Godínez          |     |
| 28    | DEF   | Orlando Pineda           |     |
| 15    | DEF   | Diego Emilio Martínez    | 64' |
| 6     | MED   | Fernando Madrigal        |     |
| 21    | MED   | Martín de Jesús Castillo |     |
| 24    | MED   | Mario Padilla            |     |
| 7     | MED   | Raymundo Torres          | 78' |
| 10    | DEL   | Danny Santoya            |     |
| 11    | DEL   | Jesús Alberto Moreno     |     |
| D. T. | D. T. | Ricardo Rayas            |     |

| 16 | Centrocampista | Lucas Lobos        | 57' |
| 23 | Centrocampista | Édgar Gerardo Lugo | 84' |
| 22 | Delantero      | Edgar Pacheco      | 87' |

| 14 | Delantero      | Diego Calderón     | 64' |
| 77 | Centrocampista | Santiago San Román | 78' |

| 36' · 66' · 82' | Juninho Alan Pulido Lucas Lobos | 1:0 2:0 3:0 |

| 30' · 34' · 46' | Danny Santoya Braulio Godínez Martín de Jesús Castillo |

| Expulsado · Otorgado · Expulsado | Sin expulsiones |

| Expulsado · Otorgado · Expulsado | Sin expulsiones |

| Principal  | Jorge Isaac Rojas         |
| Asistentes | Carlos González Cervantes |
|            | Christian Kiabek Espinoza |
| Cuarto     | Roberto Rios Jácome       |

|                    |     |     |
| Tiros              | -   | -   |
| Tiros a puerta     | 5   | 3   |
| Faltas             | -   | -   |
| Saques de esquina  | 1   | 2   |
| Penaltis           | 1   | 0   |
| Fueras de juego    | 0   | 2   |
| Posesión del balón | 51% | 49% |

| Alineación inicial |

|           |
| Campeón   |
| Tigres    |
| 3° título |

| Predecesor: Apertura 2013 | Temporadas de la Copa México Clausura 2014 | Sucesor: Apertura 2014 |